# Паркетники
Паркетники (лат. Muraenolepis) — род морских лучепёрых рыб из семейства паркетниковых отряда трескообразных. Распространены в морях Южного полушария на континентальном шельфе, преимущественно у берегов Антарктиды. Максимальная длина тела представителей разных видов варьирует от 22 до 40 см. Питаются зоопланктоном.

## Описание
Тело ланцетовидной формы, покрыто циклоидной легко опадающей чешуёй. Продолговатые чешуйки располагаются под прямым углом друг к другу. На подбородке один усик. Жаберные отверстия узкие. В жаберных перепонках 10—13 лучей. Нет зубов на сошнике. В первом спинном плавнике один или два луча. Во втором спинном плавнике 127—141 мягкий луч. В анальном плавнике 98—112 мягких лучей. Анальный и второй спинной плавник сливаются с хвостовым плавником. Брюшные плавники расположены на горле, пять мягких лучей, из которых первые 2—3 удлинённые и не соединены мембранами. Пилорические придатки отсутствуют.

## Классификация
В составе рода выделяют 8 видов:
- Род Muraenolepis andriashevi Balushkin & Prirodina, 2005 — Паркетник Андрияшева[5]
- Род Muraenolepis evseenkoi Balushkin & Prirodina, 2010 — Паркетник Евсеенко[6]
- Род Muraenolepis kuderskii Balushkin & Prirodina, 2007 — Паркетник Кудерского[7]
- Род Muraenolepis marmorata Günther, 1880 — Кергеленский паркетник, или мраморный паркетник[1]
- Род Muraenolepis microps Lönnberg, 1905 — Малый паркетник, или малоглазый паркетник
- Род Muraenolepis orangiensis Vaillant, 1888 — Патагонский паркетник
- Род Muraenolepis pacifica Prirodina & Balushkin, 2007 — Тихоокеанский паркетник[8]
- Род Muraenolepis trunovi Balushkin & Prirodina, 2006 — Паркетник Трунова[9]